# مرکز پزشکی سیدرز-ساینای
مرکز پزشکی سیدرز-ساینای (انگلیسی: Cedars-Sinai Medical Center) یک بیمارستان ۹۵۸ تختخوابی و چندتخصصی و یک مرکز دانشگاهی علوم پزشکی در بورلی گروو لس آنجلس، کالیفرنیا است.
به تاریخ سال ۲۰۱۷، یواس نیوز اند ورلد ریپورت سیدرز ساینای را در رتبه ۴ در غرب آمریکا قرار داده‌است.